# Limba noastră
Limba Noastră (español: Nuestra Lengua) desde 1994 es el himno nacional de la República de Moldavia. La letra fue escrita por el poeta rumano (nacido en Besarabia) Alexei Mateevici (1888 - 1917) y la música fue compuesta por Alexandru Cristea (1890 - 1942). El poema original contiene doce estrofas, de las cuales cinco fueron usadas para el himno. Están marcadas en negrita. 
Antes de 1994, el himno de la República de Moldavia fue el mismo que el himno de Rumanía. Las autoridades comunistas usaron la poesía como letra del himno, argumentando que no se especifica si se trata del idioma rumano o del idioma moldavo, aunque el concepto de "idioma moldavo" ni existía en el tiempo de Mateevici. El verso "despertó del sueño de la muerte" hace pensar en la letra del himno de Rumanía. 

## Letra oficial
Limba noastră-i o comoară
În adâncuri înfundată
Un şirag de piatră rară
Pe moşie revărsată.
Limba noastră-i foc ce arde
Într-un neam, ce fără veste
S-a trezit din somn de moarte
Ca viteazul din poveste.
Limba noastră-i numai cântec,
Doina dorurilor noastre,
Roi de fulgere, ce spintec
Nouri negri, zări albastre.
Limba noastră-i graiul pâinii,
Când de vânt se mişcă vara;
In rostirea ei bătrânii
Cu sudori sfinţit-au ţara.
Limba noastră-i frunză verde,
Zbuciumul din codrii veşnici,
Nistrul lin, ce-n valuri pierde
Ai luceferilor sfeşnici.
Nu veţi plânge-atunci amarnic,
Că vi-i limba prea săracă,
Şi-ţi vedea, cât îi de darnic
Graiul ţării noastre dragă.
Limba noastră-i vechi izvoade.
Povestiri din alte vremuri;
Şi citindu-le 'nşirate, -
Te-nfiori adânc şi tremuri.
Limba noastră îi aleasă
Să ridice slava-n ceruri,
Să ne spiue-n hram şi-acasă
Veşnicele adevăruri.
Limba noastra-i limbă sfântă,
Limba vechilor cazanii,
Care o plâng şi care o cântă
Pe la vatra lor ţăranii.
Înviaţi-vă dar graiul,
Ruginit de multă vreme,
Stergeţi slinul, mucegaiul
Al uitării 'n care geme.
Strângeţi piatra lucitoare
Ce din soare se aprinde -
Şi-ţi avea în revărsare
Un potop nou de cuvinte.
Răsări-va o comoară
În adâncuri înfundată,
Un şirag de piatră rară
Pe moşie revărsată.

## Traducción al español
Nuestra lengua es un tesoro 

Sumergido en grandes abismos

Un rosario de piedras raras

Esparcidas sobre la antigua tierra.

Nuestra lengua es fuego que arde

En un pueblo, que de repente

Despertó del sueño de la muerte

Como el valiente de los cuentos.

Nuestra lengua es pura música, 

El cántico de nuestros anhelos, 

Enjambre de rayos, que traviesan

Negras nubes y horizontes azules.

Nuestra lengua es la voz del pan,

Movido en el verano por el viento,

Hablándolo, los viejos 

Con su sudor santificaron al país. 

Nuestra lengua es hoja verde,

El tumulto de los bosques eternos,

El tranquilo Nistru, que en sus olas pierde

Las antorchas de los luceros. 

No lloraréis con amargura 

Por la pobreza de vuestra lengua,

Veréis que generosa es 

El habla de nuestro amado país. 

Nuestra lengua es antiguas crónicas.

Cuentos de tiempos olvidados; 

Pasando por sus páginas 

Te estremeces y tiemblas. 

Nuestra lengua fue elegida 

A levantar alabanzas a los cielos,

Para hablar en altares y en casas

La sabiduría de la verdad eterna. 

Nuestra lengua es lengua santa,

Lengua de antiguos sufrimientos,

Que lloran y que cantan 

En su tierra ancestral los campesinos. 

Resucitad por lo tanto vuestra habla, 

Corroída por el tiempo, 

Quitad la grasa y el moho

Del olvido en lo cual fue sumersa. 

Recoged la piedra brillante

Encendida por el mismo sol - 

Y tendréis en el vertiente

Un diluvio nuevo de palabras.

Resucitará un tesoro 

Sumergido en grandes abismos,

Un rosario de piedras raras

Esparcidas sobre la vieja tierra.